# Хоругвь (церковная)

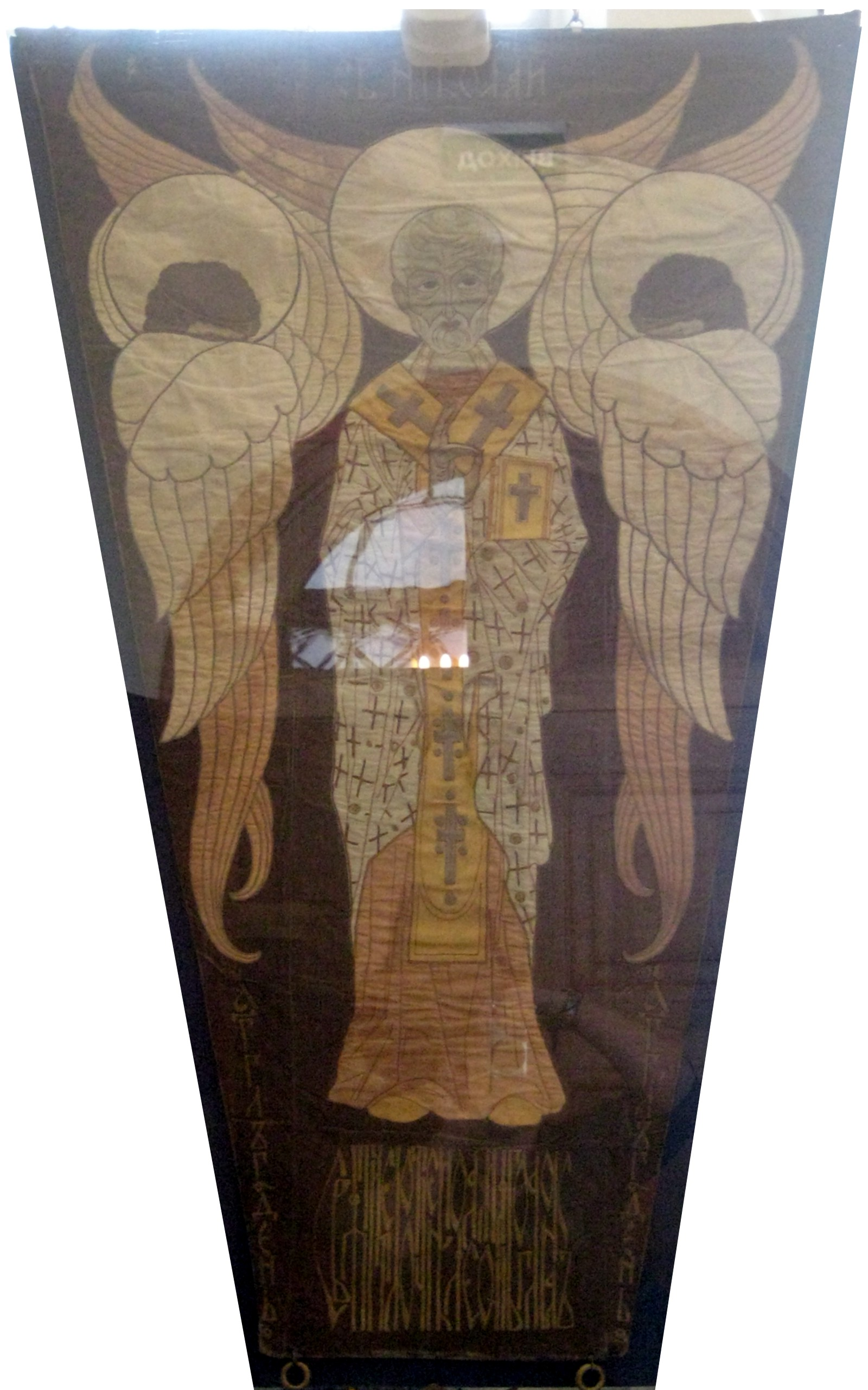
Хоругвь «Святой Николай с архангелами». Россия, начало XX века. Атлас, бархат, шёлк, тафта, саржа, золотный и серебряный шнур, аппликация

Хору́гвь церковная (от праслав. *xorǫgy «знамя, стяг», заимствование из монг. oruŋgo, oruŋga) — религиозное знамя с образом Иисуса Христа, Богородицы или святых. 
Хоругвь используется в православных и грекокатолических церквах. По одному из толкований православных богословов, хоругвь рассматривается как «символ победы над смертью и диаволом».

## История
Самое раннее свидетельство о хоругвях на Западе относится к VI веку у франкского епископа и историка Григория Турского.

Между тем наступил святой день богоявления, и Рокколен все больше и больше начал страдать. Тогда по совету своих людей он переправился через реку и прибыл в город. И вот когда из главной церкви вышли с пением и шли к святой базилике [св. Мартина], он верхом на коне следовал за крестом, а впереди несли хоругви. Но как только он вошел в святую базилику, его гнев и угрозы смягчились. — История Франков. Книга пятая. Что предсказал блаженный Сальвий о Хильперике 580 г.
На Востоке Константин Порфирородный упомянул хоругви в описании крестного хода, который император Василий Македонянин совершил в 879 году по возвращении из похода в Сирию.

## Внешний вид и использование

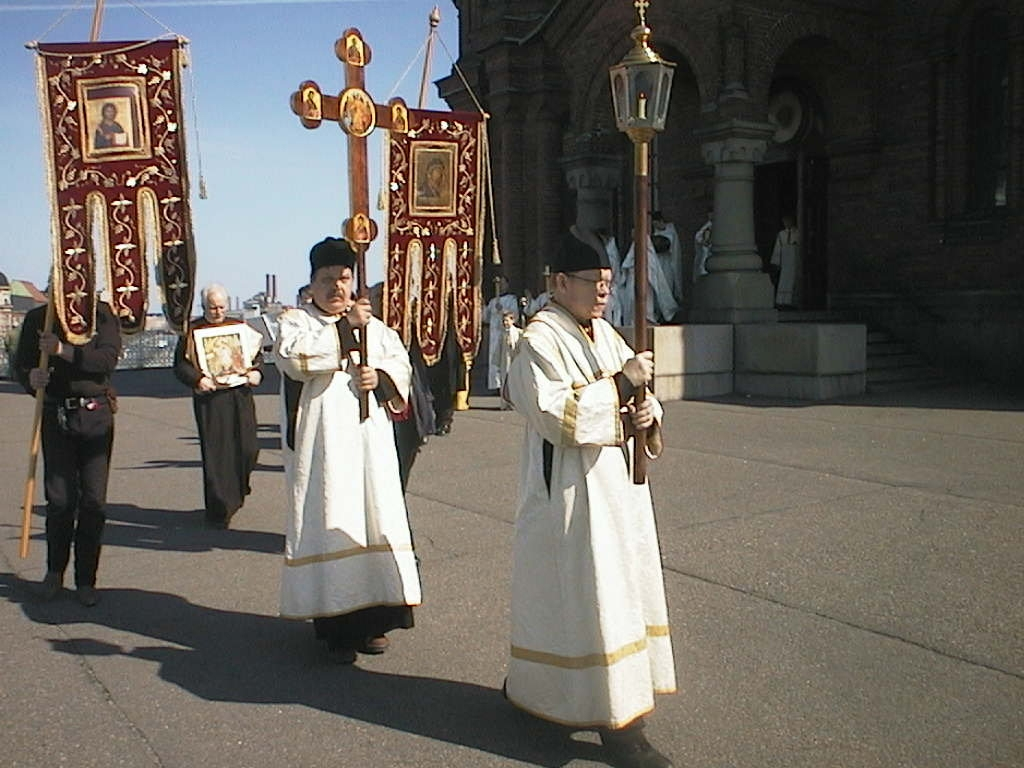
Крестный ход с хоругвями вокруг Успенского собора (Хельсинки)

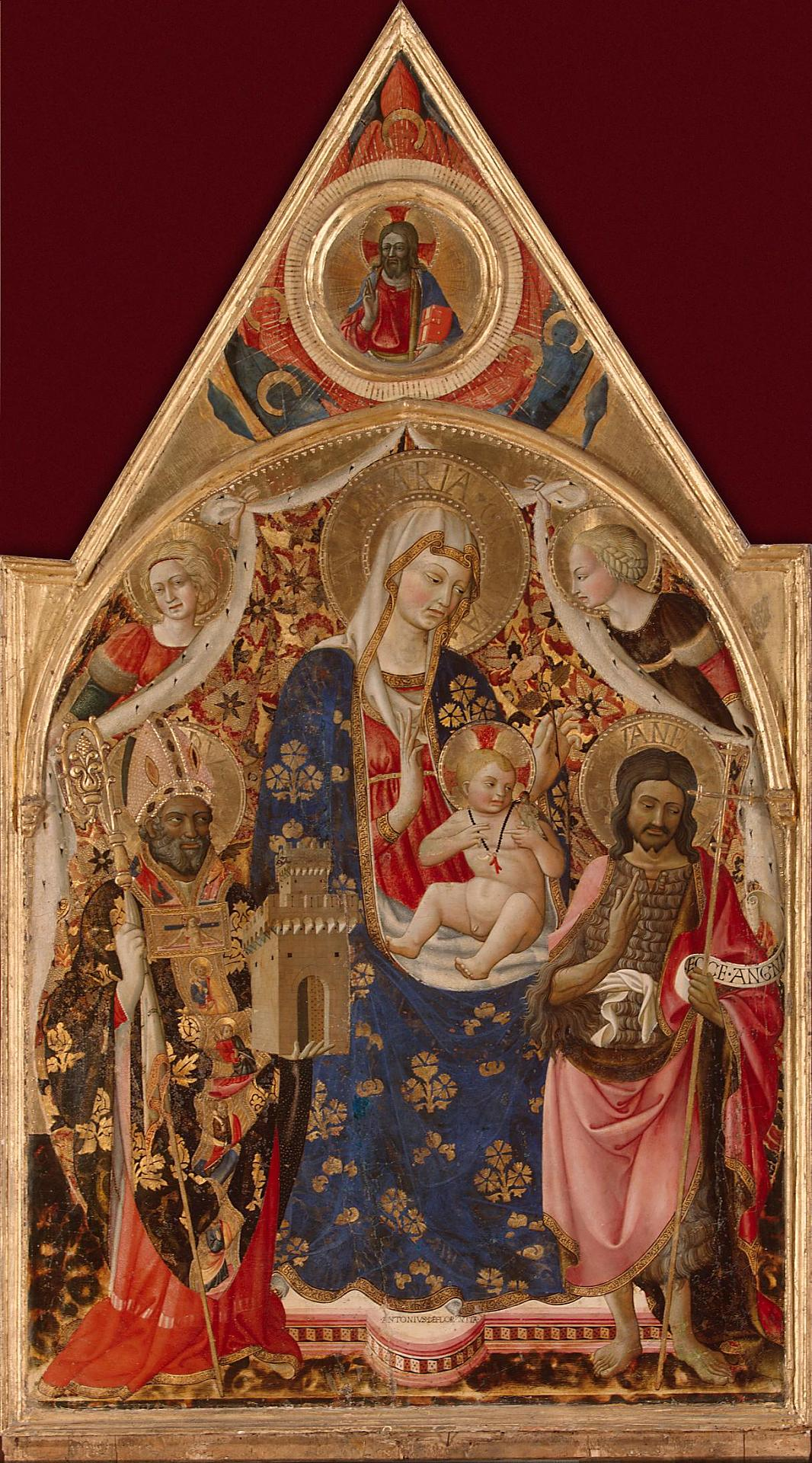
Католическая деревянная хоругвь «Мадонна с Младенцем, святым епископом, Иоанном Крестителем и ангелами» из собрания Эрмитажа.

Хоругвь представляет собой поднятый на высокое древко крест со священными изображениями либо икону, украшенную бахромой и кистями. Хоругви иногда делались из металлов с украшениями из серебра, золота, эмали и финифти. Матерчатые хоругви чаще всего вышивают золотом по парче или бархату. Древки хоругвей обычно деревянные и высокие, иногда (при большом весе хоругви) имеют приспособления для несения вчетвером.
Хоругви хранятся в храме, где их укрепляют возле правого и левого клиросов. Перед началом крестных ходов по благословлении священника хоругвеносцы (хоруговники), облаченные в стихари, извлекают хоругви и несут их впереди шествия. Как правило, хоругвеносцами являются мужчины.

## Распространение
Помимо православных церквей, хоругви также используются в обрядах Восточнокатолических церквей — поместных католических церквей, которые используют в церковной жизни один из восточных литургических обрядов — например, в Греческой католической церкви. 